# Juana Ramírez
Juana Ramírez (1790 - 1856), més coneguda com a Juana "La Avanzadora", va ser una soldat i heroïna de la Guerra d'Independència veneçolana.
Va néixer com una esclava. El 1813 comandava una unitat d'artilleria totalment femenina, amb 100 efectius, que va ser fonamental per resistir els intents dels soldats espanyols de reconquerir l'aleshores recentment independent Veneçuela i convertir-la en una colònia una altra vegada.
Un monument, construït i declarat el Santuari Patriòtic del Districte el 1975, i després el Santuari Patriòtic Regional el 1994, designa el lloc on reposen les seves restes. El monument va ser erigit en honor seu a l’avinguda Bolívar de Maturín. El 23 d'octubre de 2001 les restes van ser introduïdes al Panteó Nacional de Veneçuela, l'últim lloc de descans dels herois de la Guerra per la Independència i personatges importants de la societat veneçolana.
El 2015 es va convertir en la primera dona negra que amb les restes dipositades pòstumament al Mausoleu Nacional dels Herois de Veneçuela.